# Bernhard Rogge (marino)
Bernhard Rogge (* 4 de noviembre de 1899 en Schleswig; † 29 de junio de 1982 en Reinbek) era un marino alemán que terminó su carrera como contraalmirante de la Armada de la República Federal de Alemania. Se hizo famoso como comandante del crucero auxiliar Atlantis durante la Segunda Guerra Mundial y como comandante del Mando Territorial de Schleswig-Holstein/Hamburgo durante la marejada ciclónica del 17 de febrero de 1962.

## Vida

### Primera Guerra Mundial y Reichsmarine
Rogge ingresó en 1915 como voluntario de guerra en la Marina Imperial y tomó parte en la Primera Guerra Mundial. Superó la formación inicial en el crucero protegido Freya. El 24 de octubre de 1915 fue destinado al crucero de batalla Moltke y en agosto de 1916 al crucero ligero Stralsund. Desde el 2 de octubre de 1916 hasta el fin de la guerra fue destinado al crucero ligero Pillau. El 13 de diciembre de 1917 fue ascendido al empleo de alférez de fragata (Oberfähnrich zur See). Tras la guerra perteneció a la 3ª brigada de Marina de Wilfried von Loewenfeld. El 13 de noviembre de 1919 se licenció voluntariamente, siendo readmitido el 9 de septiembre de 1920 en la Reichsmarine y ascendido el 10 de enero de 1921 a alférez de navío.
Hasta septiembre de 1922 Rogge fue oficial de compañía y ordenanza en la Seguridad costera. Luego fue oficial de guardia en la 2ª flotilla (1922-1924) y en el crucero ligero Amazone (1924–1926). Ascendido a teniente de navío el 1 de enero de 1928, fue oficial de velas en el yate Asta (de la Estación Naval) y del velero escuela Niobe (1928–1930). Luego participó como cadete en el cuarto viaje de formación del crucero ligero Emden. Entre febrero de 1932 y agosto de 1935 Rogge fue consejero de la Inspección de Enseñanza. El 1 de octubre de 1934 ascendió a capitán de corbeta.

### Kriegsmarine y Segunda Guerra Mundial
En agosto de 1935 Rogge fue destinado como primer oficial al crucero ligero Karlsruhe, empleado como buque escuela, participando en su último gran viaje del 21 de octubre de 1935 al 13 de junio de 1936, pasando por Tenerife, Santo Tomé, Lobito, Durban, Victoria en las Seychelles, Yakarta, Iloílo, Hong Kong y varios puertos de Japón. Pasó al Pacífico Norte por Unalaska. El viaje dejó claro que, por atenerse a las limitaciones del Tratado de Versalles, el buque era demasiado ligero. Para reparar daños, tuvo que recalar en abril en San Diego. Regresó a Alemania pasando por el Canal de Panamá, Saint Thomas y Pontevedra.
El Karlsruhe terminó su misión como buque escuela y Rogge fue destinado desde el 10 de diciembre de 1936 al 30 de enero de 1938 como comandante del buque escuela Gorch Fock. El 12 de febrero de 1938 se encargó de alistar el tercer buque escuela velero de la Kriegsmarine, el Albert Leo Schlageter, cuyo primer viaje a Sudamérica tuvo que ser suspendido tras colisionar con un carguero británico en el Canal de la Mancha. Con este buque Rogge visitó en otoño de 1938 Copenhague y viajó a Brasil desde junio de 1939. Por el estallido de la guerra, tuvo que retirar prematuramente de servicio el buque escuela el 5 de septiembre de 1939.
Al comienzo de la Segunda Guerra Mundial se hizo cargo como capitán de navío del mando del crucero auxiliar Atlantis (HSK 2, Barco 16). Con él zarpó de Kiel el 31 de marzo de 1940 para realizar guerra contra el comercio marítimo. El viaje de más de 600 días, con el que dio la vuelta al mundo, fue la patrulla de guerra más larga de un buque alemán. Donde más actuó el Atlantis fue en el Atlántico Sur y en el Océano Índico. Hundió en total 19 barcos con 128.000 TRB y capturó tres con 18.253 TRB.
Rogge influyó en la invasión japonesa de las posesiones británicas en el Pacífico en 1942, ya que el carguero Automedon, capturado por el Atlantis el 11 de noviembre de 1940, llevaba muchos documentos secretos británicos a bordo, que Rogge cedió a los japoneses. Por este motivo el emperador Hirohito le condecoró el 27 de abril de 1942 regalándole una espada de Samurái, condecoración que aparte de él solo recibieron otros dos extranjeros: Hermann Göring y Erwin Rommel.
El Atlantis fue hundido por el crucero pesado británico Devonshire el 22 de noviembre de 1941 entre Brasil y África Occidental. La tripulación fue rescatada después por el barco de abastecimiento alemán Python, al que a su vez hundió el 1 de diciembre de 1941 el crucero Dorsetshire, aprovechando las informaciones que sobre las posiciones de los barcos conocían los ingleses por haber descifrado los mensajes de las máquinas Enigma. Los náufragos consiguieron regresar a tierra en poder de Alemania el 29 de diciembre de 1941 gracias a la ayuda de submarinos alemanes e italianos. Rogge fue condecorado con las Hojas de roble para su Cruz de Caballero de la Cruz de Hierro.
Después de ser jefe de la Inspección de Enseñanza de la Kriegsmarine, Rogge terminó la guerra como comandante de la Agrupación de Enseñanza de la Flota en el Báltico, participando con ella en la evacuación de refugiados alemanes por mar en los últimos meses. Su último empleo en la Kriegsmarine fue el de vicealmirante (1 de marzo de 1945).
Como juez, Rogge confirmó el 6 de mayo de 1945 tres penas de muerte contra los marinos alemanes Willi Albrecht, Karl-Heinz Freudenthal y Günther Källander, que fueron fusilados ese mismo día. El 11 de mayo de 1945, por tanto tres días después de la capitulación de la Wehrmacht, fue fusilado el cabo Johann Christian Süß en el campo de tiro de Flensburg-Mürwik en virtud de sentencia confirmada el día anterior por Rogge, por los delitos de "minar la disciplina militar" y "discursos subversivos". Süß, que ya había recibido 10 correcciones disciplinarias, había hecho el 7 de mayo comentarios negativos ante una orden que, sin embargo, cumplió. El 9 de mayo había negado el saludo militar a un suboficial mayor, abandonando la habitación "en actitud totalmente ajena a lo militar" y dando un portazo. Süß pidió clemencia mencionando sus dos hermanos caídos en la guerra y el embarazo de su mujer, pero Rogge lo rechazó. Por este motivo la fiscalía de Flensburgo inició en 1965 un procedimiento contra Rogge que fue anulado. En relación con estas penas de muerte Rogge fue incluido con otros 1.800 empresarios, políticos y funcionarios directivos de la República Federal de Alemania en el Libro Marrón que con fines de propaganda se editó en la República Democrática de Alemania.

### Posguerra y Bundesmarine
Terminada la guerra, el gobierno militar británico puso a Rogge como comisario de Schleswig.
En junio de 1957 Rogge ingresó como contraalmirante en la Bundesmarine y fue nombrado comandante del Sector de Defensa I (Schleswig-Holstein/Hamburgo). En ese tiempo tuvo lugar la marejada ciclónica del 17 de febrero de 1962 en Hamburgo y Rogge no dudó en emplear a los soldados cuando Helmut Schmidt, como senador de la policía de Hamburgo, pidió la intervención de las Fuerzas Armadas, aunque por entonces la Ley Fundamental no lo permitía.
En 31 de 1962 Robbe se jubiló, pero en la vida civil hasta 1965 siguió siendo consejero para asuntos de Protección Civil ante los gobiernos regionales de Schleswig-Holstein y Hamburgo. El presidente Karl Carstens le felicitó el 4 de noviembre de 1979 por su 80 cumpleaños diciendo: "Le conozco como oficial que ha servido en cuatro Armadas de Alemania y que ha mostrado su valor en la guerra y en la paz".
Rogge murió en 1982 y fue enterrado en el cementerio de Reinbek.

## Condecoraciones (selección)
- Hojas de roble (31 de diciembre de 1941) para la Cruz de Caballero
- Cruz de Caballero de la Cruz de Hierro (7 de diciembre de 1940)
- Cruz de Hierro de 1914 de 2ª y 1ª clase
- Broche de repetición en 1939 para la Cruz de Hierro de 1ª clase y de 2ª clase
- Insignia de Guerra de los Cruceros Auxiliares con brillantes, concedida el 31 de diciembre de 1941
- Insignia de Guerra de la Flota
- Insignia de Rescate con Banda
- Cruz de Honor para Combatientes en el Frente
- Insisgnia de Servicios Meritorios en la Kriegsmarine por 18 años
- Medalla Conmemorativa de los Juegos Olímpicos 1936
- Orden del Santo Tesoro (Japón)
- Katana (japón)

## Obras
Rogge publicó 1955 con Wolfgang Frank como coautor sus memorias bajo el título Barco 16. Relato de los viajes del crucero pesado auxiliar Atlantis por los siete mares. En 1957 se publicó en inglés con el título Under Ten Flags und The German Raider Atlantis. El director de cine Duilio Coletti filmó en Italia en 1960 una película sobre el libro con el título Bajo diez banderas (Sotto dieci bandieri), en la que el papel de protagonista como Rogge lo desempeñaba el actor norteamericano Van Heflin.